# Алуев, Иван Фролович
Иван Фролович Алуев (род. 1927) — мордовский советский колхозник, депутат Верховного Совета СССР. Заслуженный механизатор сельского хозяйства РСФСР. Кандидат сельскохозяйственных наук.

## Биография
Родился в 1927 году. Русский. Член КПСС с 1965 года. Образование высшее — окончил Мордовский государственный университет.
С 1941 года колхозник, тракторист, механик, главный инженер, директор МТС, а затем РТС. С 1960 года председатель колхоза Светлый путь Ковылкинского района Мордовской АССР.
Депутат Совета Национальностей Верховного Совета СССР 9 созыва (1974—1979) от Ковылкинского избирательного округа № 608 Мордовской АССР. Член Комиссии по сельскому хозяйству Совета Национальностей.